# پاپیان
پاپیان  (زبان ارمنی: Պապյան), یکی از نام‌های خانوادگی رایج در میان ارمنیان می‌باشد.
- آرا پاپیان، وکیل، تاریخ نگار و دیپلمات
- هاسمیک پاپیان، خواننده سوپرانو
- روبن پاپیان، فراروان‌شناس
- لرنیک پاپیان، بوکسور

## منبع
- Հովակիմյան, Բախտիար (2005). Հայոց ծածկանունների բառարան (PDF). Երևան: ԵՊՀ հրատ.